# Canterbury Rugby Football Union
Canterbury Rugby Football Union è l'organo di governo del rugby a 15 nella regione neozelandese di Canterbury (Isola del Sud). La rappresentativa provinciale maschile a esso afferente disputa il campionato nazionale della Nuova Zelanda, il National Provincial Championship.
La provincia, la cui sede è a Christchurch, afferisce a sua volta alla franchise professionistica di Super Rugby dei Crusaders, di cui Canterbury è tributaria.
Canterbury è, insieme a Wellington, la più antica federazione provinciale rugbistica neozelandese, essendo stata fondata nel 1879.
Disputa i suoi incontri interni al Rugby Park di Christchurch; i suoi colori sociali sono il rosso e il nero.
La provincia rugbistica di Canterbury vanta numerosi giocatori che hanno vestito la maglia degli All Blacks; prima dell'era della Coppa del Mondo si citano Sir Wilson Whineray e Ian Kirkpatrick; a seguire Craig Green, campione del mondo nel 1987 e, in epoca più recente, l'apertura Dan Carter, detentore del record internazionale di punti marcati in test match, il capitano degli All Blacks Richie McCaw e Sonny Bill Williams, tutti campioni del mondo nel 2011.

## Palmarès
- National Provincial Championship: 14
1977, 1983, 1997, 2001, 2004, 2008, 2009, 2010, 2011, 2012, 2013, 2015, 2016, 2017
- South Pacific Championship: 2 (1 condiviso)
1986 (condiviso), 1987